# Hyphessobrycon cyanotaenia
Hyphessobrycon cyanotaenia är en fiskart som beskrevs av Axel Zarske och Jacques Géry 2006. Hyphessobrycon cyanotaenia ingår i släktet Hyphessobrycon och familjen Characidae. Inga underarter finns listade i Catalogue of Life.